# Поляна сказок (музей)
Поля́на ска́зок — музей скульптуры и флористики, расположенный в нескольких километрах от Ялты на лесной поляне прямо под открытым небом.

## Местоположение
Музей расположен над Ялтой, выше Южнобережного шоссе в поросшем лесом ущелье. Рядом расположен зоопарк «Сказка», самый крупный частный зоопарк Крыма. Чуть выше расположен отель «Поляна сказок», где даже автостоянка украшена гигантскими руками и ногами сказочного робота, оставшимися после киносъёмок. От кемпинга на вершину горы Крестовая (Ставри-Кая) ведёт Боткинская тропа, названная по имени С. П. Боткина (1832—1889), известного врача-терапевта, исследователя и пропагандиста климатолечения на ЮБК.

## История
В 1923-м году москвич инженер-нефтяник Павел Павлович Безруков, тяжело заболев туберкулёзом горла, вынужден был временно покинуть Москву и в надежде на выздоровление приехать на Южный берег Крыма. Поняв, что лучше всего ему дышится в горном лесу, богатом фитонцидами, он поселился на одной из лесных полян в окрестностях Ялты близ водопада Учан-Су и скалы Ставри-Кая. 
После войны он вернулся на свою «Поляну» и превратил её в сказочный мир. Не имея специального образования, но будучи наделен богатой фантазией и образным мышлением, он начал создавать в дереве и других материалах сказочные скульптуры, которые размещались тут же, около своего дома. Рядом появилась избушка Бабы Яги, затем Пузырь, Лапоть и Соломинка, огромная голова Великана, Тарас Бульба, Черномор и Буратино. Эти скульптуры были наивны, они вызывали ассоциации с народным творчеством, лубочными картинками. Жители Ялты и её гости с интересом посещали этот сказочный уголок, назвав его «Поляной сказок».
В 1960 году эта «Поляна» была уже сформирована и начала свою недолгую жизнь. К сожалению, работы народного умельца не сохранились, так как в 1970 году «Поляна сказок» была уничтожена.
За время существования «Поляны» она стала любимым местом отдыха ялтинцев, которые не смогли смириться с её ликвидацией. Под натиском общественного мнения Ялтинский горисполком принял решение о создании на этом месте музея сказок. Крымский союз художников даёт задание местным скульпторам готовить скульптуры-образы сказочных персонажей. Приглашаются и народные умельцы. Благоустраивается территория. Организационно «Поляна сказок» стала отделом Ялтинского краеведческого музея, в штат которого были включены сотрудники «Поляны».

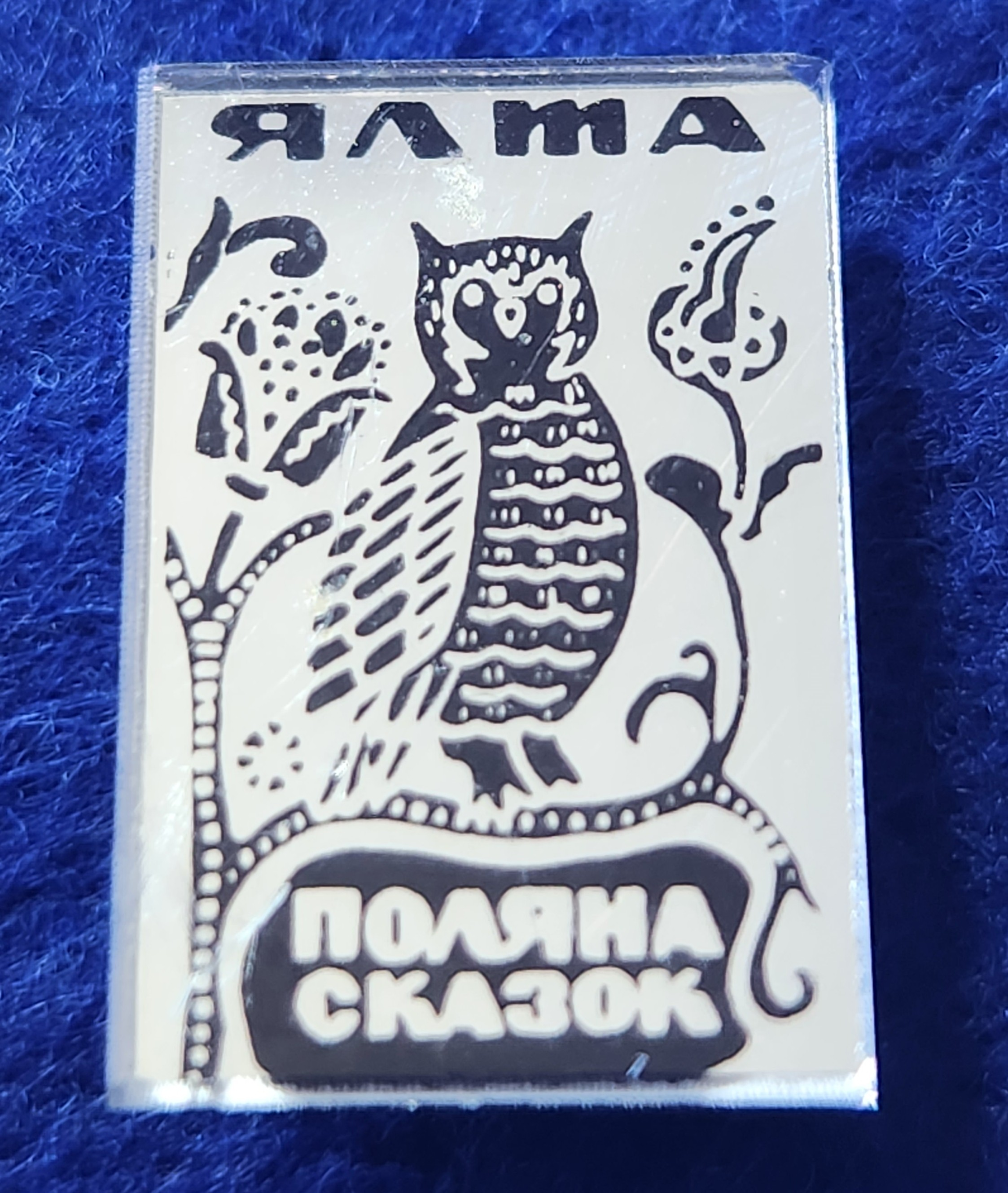
Поляна Сказок значок

31 июля 1970 года была официально принята экспозиция «Поляны сказок», а 1 августа сюда пришли первые посетители.
«Поляна сказок» как филиал Краеведческого музея просуществовала 19 лет — до 1989 года. Именно на это время приходится самая активная и плодотворная работа по формированию и пополнению экспозиции.
Для создания первой экспозиции были привлечены в основном скульпторы-профессионалы Симферополя и Ялты. Их работы и сейчас составляют основу некоторых тематических разделов современной экспозиции. Л. С. Смерчинский, который всё своё творчество посвятил созданию героических образов советских воинов, специально для «Поляны» изваял одно из самых монументальных произведений «Иван — крестьянский сын», где богатырь, олицетворяющий силу русского народа, попирает побеждённого и поверженного шестиглавого змея. Эта патриотическая тема затем найдёт своё продолжение в таких же величественных и монументальных работах заслуженного художника РСФСР Ялтинского скульптора Шмагуна И. П. — «Святогор», «Боян», «Стражи» (1976). Музей создавался прежде всего для детей, поэтому в скульптурах были воплощены образы наиболее любимых детьми сказок. Выполненные в твёрдом материале (бетон, диоритовая и мраморная крошка, медь), они хорошо сохранились до настоящего времени. На «Поляне» можно встретить Буратино (Смерчинская И.), Доктора Айболита (Журавлев Д.), Василису Прекрасную (Солощенко Н.), Трёх поросят (Максименко Е.) и других героев сказок.
Большое участие в создании музея принял замечательный мастер Ю. С. Сахаров, скульптуры которого выполнены из дерева. Его «Алёнушка» первой появилась на «Поляне». Тогда же в начале 1970-х годов Сахаров выполнил ещё целый ряд работ из дерева, 14 из которых в современной экспозиции создали отдельный тематический раздел.
Рядом со скульптурами Сахарова — произведения флориста М. А. Чиликова, созданные из сухих деревьев со всевозможными наростами на них и причудливым переплетением корней и ветвей, в которых можно угадать сказочно-фантастические образы. Чиликов был одним из первых флористов, чьи работы украсили «Поляну сказок».
Необычное и оригинальное решение главного входа в музей было предложено Ялтинским скульптором В. А. Норохом. По его проекту и эскизам в 1972 году самим автором совместно со скульптором СТ. Федоровым были вырезаны в дереве высокие фигуры витязей, образовавших ограду — надёжную защиту сказочного городка, где добро побеждает зло, торжествует справедливость и всепобеждающая любовь. Эти «витязи прекрасные» стали визитной карточкой «Поляны».
«Поляну сказок» создавали не только крымчане. Работы поступали из разных мест Советского союза. В 1970—1980 гг. для этого уникального музея заказывались и закупались работы не только областным управлением культуры, но и Министерством культуры УССР и Министерством культуры СССР. Так были приобретены скульпторы из разных материалов: оргстекло («Ивасик-Телесик», Кошелев С.), майолика («Руслан и Людмила», Кошелев С.), гальванопластика («Лилея», Дьяченко В.). В 1972—1973 годах на «Поляну» через Министерство культуры СССР были доставлены из Москвы скульптуры, выполненные в металле: «Балда и чёрт» Митлянского Д., «Гуси-лебеди» Романовской А., «Птица Сирин» — отливка с работы Коненкова С. Т., «Лиса и журавль» Кирилловой А. Из Харькова прибыли Белоснежка и семь гномов (1976 г. — Розеншейн В.), из Первоуральска — серия флористических работ с выставки «Лесов Сибири подаренье» народного умельца Храмцова М. Скульпторы союзных республик также откликнулись на предложение принять участие в формировании необычного музея. Из тёмно-красного туфа в технике национальной резьбы по камню по мотивам армянской сказки сделал свой монументальный двухсторонний рельеф ереванский скульптор Казарян Г., а литовский мастер Жлабис К. тоже в национальных традициях вырубил в камне образ громовержца — Пяркунаса. В начале 1980-х годов создаются целые экспозиционные композиции и комплексы. Это «Теремок» с его обитателями и «Славянское поселение», с семью братьями Симеонами (по одноимённой сказке) и капищем славянских богов (Фёдоров С). Большую галерею сказочных образов создала талантливый народный мастер из Алупки Т. С. Марьина.
В 1970—80 годы на «Поляне сказок» устраиваются большие стационарные выставки. Первую такую выставку в 1973 году организовал мастер-флорист М. А. Чиликов. 50 своих работ он объединил одним названием «Сказки крымского леса», а через 10 лет в 1983 году он привёз из Симферополя вторую выставку «Природа и фантазия», на которой было представлено 30 скульптур. В 1986 году показала свои работы Т. С. Марьина — 24 аппликации и 17 скульптур. Произведения каждого из этих флористов очень индивидуальны и неповторимы. Их можно назвать второй жизнью дерева.
Уже к 1975 году в основном была сформирована «Поляна сказок», она стала новой достопримечательностью Ялты и местом любимого отдыха жителей. Это проявилось в бурном росте посещаемости. В первые месяцы функционирования «Поляны» посетителей было не много. Вот запись сотрудников 28 октября 1970 г.: «Ходит на Поляну мало людей — по 100 человек в день, не более».
Постепенно популярность «Поляны» росла. Уже в середине 1970-х годов огромные очереди выстраивались у кассы: небольшая «Поляна» не могла вместить сразу всех желающих. Был разработан чёткий график приёма посетителей: через каждые 5 минут группа, организованная у кассы, в сопровождении экскурсовода входила на «Поляну». Сейчас в архиве музея хранятся отпечатанные типографским способом «Графики экскурсий по „Поляне сказок“», где на каждые пять минут предусматривалась запись очередной экскурсии. А так как первая группа в зимний период входила в 9.00 утра, а последняя в 17.15 (продолжительность экскурсии 45 минут) — то в день «Поляна» принимала до 99 групп. Летом приём экскурсионных групп увеличивался на 3 часа, таким образом, в день могло проходить до 130 экскурсионных групп. В среднем от 2 до 2,5 тыс. ежедневно посещало «Поляну» в летний период. Конечно, этот «музейный бум», свойственный концу 1970-х — началу 1980-х годов, закончился, но и сейчас посещаемость «Поляны» большая: в среднем в год музей посещает 150 тыс. посетителей.
В конце 1980-х годов положение на «Поляне сказок» значительно изменилось. С началом перестройки и развитием новых экономических отношений группа сотрудников «Поляны» во главе с заведующим этим отделом Э. М. Левиным создали арендную организацию, отделились от краеведческого (в то время уже Объединённого историко-литературного музея) и добились того, что решением Совета министров Украины за № 219 от 19 августа 1989 г. отдел Ялтинского объединённого историко-литературного музея «Поляна сказок» был преобразован в самостоятельный хозрасчётный музей «Поляна сказок». Устав его был зарегистрирован 11 июня 1993 г. решением Ялтинского исполкома № 387(6), экспонаты были взяты в аренду у музея. Арендное предприятие просуществовало ровно 8 лет.
20 июля 1997 года собрание членов организации арендаторов (протокол № 1) постановило: "реорганизовать арендное предприятие Музей «Поляна сказок» в ООО «Музей „Поляна сказок“». 30 июля 1997 года распоряжением председателя Ялтинского городского совета № 391-р(4) зарегистрирован Устав и Учредительный договор ООО «Музей Поляна сказок» с Фондом коммунального имущества г. Ялта, срок этого договора закончился 01.02.2004 г. Таким образом «Музей Поляна сказок» как ООО функционировал 6,5 лет. В ООО из историко-литературного музея были переданы на постоянное хранение экспонаты основного и научно-вспомогательного фонда (По истечении срока действия учредительного договора они были возвращены в музей).

## Современность
В настоящее время «Поляна сказок» является коммунальным предприятием Ялтинского горисполкома (КПЯГС «Поляна сказок»). 18 сессия 24 созыва Ялтинского горсовета 26 декабря 2003 г. приняла решение: «Создать коммунальное предприятие Ялтинского горсовета „Поляна сказок“». Предприятие зарегистрировано 6 апреля 2004 г. Новое руководство музея принялось за «возрождение» «Поляны».
Экспонатов на «Поляне» немного: 39 — основного фонда, 66 научно-вспомогательного. (Приказом министерства культуры Украины они переданы на постоянное хранение), 23 скульптуры и флористические аппликации — целая выставка работ Т. Марьиной «Природа и фантазии» — взята в долгосрочную аренду у родственников мастера. Но так как многие экспонаты представляют собой многофигурные композиции (от двух до 30 скульптур под одним номером), то всего скульптурных работ в настоящее время находится в экспозиции 204 (под 105 номерами). Все эти произведения выполнены 47 авторами, профессионалами и народными умельцами из разных материалов — дерева, камня, бетона с разной цветной крошкой, шамота и др.
Уникальность «Поляны», главное её отличие от других музеев, заключается в её удивительно красивом местоположении: в лесу, на северо-восточном склоне горы Могаби. С поляны открывается прекрасный вид на обрывистые склоны главного хребта Крымских гор, на водопад Учан-Су, скалу Ставри-Кая. Эта красота окружающей природы является мощным положительным энергетическим и эстетическим фоном, придающим «Поляне сказок» необычайную привлекательность. Главная задача экспозиционеров состоит в том, чтобы органично включить каждую скульптуру в окружающий ландшафт. Исходя из этого, созданы разные разделы экспозиции. В части нетронутого густого леса находится «Царство Бабы Яги»; в этот «Сказочный лес» помещены скульптуры Бабы Яги, избушка на курьих ножках и многочисленные флористические работы, которые буквально сливаются со стволами деревьев, составляя как бы одно целое с диким лесом. На участке, более разреженном от деревьев, разместилось «Славянское поселение» и 7 братьев Симеонов (по одноимённой сказке). У пруда — Водяной, Русалочка, Буратино на черепахе, Балда, мутящий воду верёвкой, чтобы получить оброк с чертей. У опушки леса вырос Теремок с его обитателями. Относительно ровное пространство без большого количества деревьев превращено в полянки, на которых хорошо просматриваются скульптуры. Для каждой скульптуры выбирается наиболее удачное место среди зелени. Так, например, «Лилея» с плавными, музыкальными линиями объёма хорошо «вписалась» под развесистой ивой. Сцена прощания Маугли с пантерой Багирой размещена у «выхода» из лесных зарослей. «Черномор» спрятался в густой зелени…
Вторая задача, которую поставили перед собой экспозиционеры при переэкспозиции: все скульптуры сгруппировать по тематическому принципу. В результате были созданы новые разделы: появилась Пушкинская поляна, а также Поляна славянских сказок, Поляна зарубежных сказок. После переэкспозиции была составлена тематическая структура экспозиции, которая была утверждена «Экспертно-наблюдательным советом „Поляны сказок“».
Основные разделы экспозиции:
1) Идея патриотизма в народных сказках и былинах.
2) Сказки всей земли.
3) У Лукоморья (художественно оформленный вход).
4) Древнеславянское поселение.
5) Восточно-славянские сказки.
6) Сказочный лес (работы флористов).
7) Выставочный павильон малых форм — тематические разделы: флоризм М.Чиликова и Т.Марьиной; характер творчества Ю. Сахарова; выявление специфики материала.
8) Разнообразный подход в решении сказочных образов: тематические разделы: игровое начало (живая Баба Яга), деревянное зодчество, красота природного камня.
9) Сказки и легенды Крыма.
10) Пушкинская поляна.
11) Сказки европейские и современные.
Музей прежде всего рассчитан на детскую аудиторию. Поэтому, помимо традиционной экскурсии, проводимой в музее, в неё включено представление с живой Бабой Ягой, а в летний период функционирует летний театр, где можно каждый час увидеть представления клоунов, пиратов, русалочек, а также кукольный спектакль.